# Мартинов Анатолій Володимирович
Анатолій Володимирович Марти́нов (нар. 2 лютого 1872, Новоіванівка — пом. 1 листопада 1962, Ялта) — український радянський живописець, графік, фотограф; член Харківської організації Спілки художників України з 1938 року та Спілки художників СРСР з 1944 року.

## Біографія
Народився 20 січня [2 лютого] 1872 року в селі Новоіванівці (тепер Дніпропетровська область, Україна). У 1890 році закінчив Полтавський кадетський корпус, у 1893–1894 роках навчався у Казанському юнкерському військовому училищі. До 1903 року перебував на військовій службі. Під час проживання в Одесі у 1901 році навчався живопису під керівництвом Петра Нілуса та Киріака Костанді. У 1903 році навчався у Санкт-Петербурзі у школі живопису та малювання Олександра Маковського. Брав участь у російсько-японській війні. У 1906–1907 роках навчався у Петербурзькій академії мистецтв у Миколи Самокиша.
Брав участь у Першій світовій війні. Після Жовтневої революції жив у Харкові. У 1945 році переїхав до Сімферополя. Помер в Ялті 1 листопада 1962 року.

## Творчість
У 1907 році у Санкт-Петербурзі видав альбом «Маньчжурія. Російсько-японська війна». Розміщував військові замальовки, фотокореспонденції в санкт-петербурзьких журналах «Солнце России», «Лукоморье», «Огонёк», «Всемирная панорама», «Искра», «Заря».
У 1920–1930-ті роки оформляв листівки з видами українських міст. Автор пейзажів Криму, Волги, Азовського моря, Уралу, Кавказу, околиць Санкт-Петербурга і Москви, батальних полотен, монуменгтально-декоративних розписів, ілюстацій, плакатів. Розробив етикетку для кримського вина «Чорний лікар». Серед робіт:
- кіноплакат «Лісовий звір» (1924);

серії
- «Етюди художника А. В. Мартинова» (1925—1960, кримська серія, біля 70-ти листівок);
- «Ленінськими місцями. Ульяновськ» (1935);
- «Рибаки Азова» (1935);

декоративні панно
- «Сходження на пік Сталіна» (1937, театр у Луганську);
- «Весна в цвіту» (1937, скляний завод на Донбасі);
- «Квітуча Молдавія» (1938) і «Тваринництво» (1939) для Всесоюзної сільськогосподарської виставки у Москві;

акварелі
- «Погоня» (1-а чверть XX століття);
- «Осінь у Криму» (1925);
- «Місячна ніч у санаторії „Перлина“» (1952);
- «Крим. Гаспра» (1953);
- «Вид на Гурзуф» (1954).

Брав участь у мистецьких виставках з 1894 року, всеукраїнських з 1925 року. Персональні відбулися у Москві у 1908 та 1912 роках і Мінську у 1918 році.
Окремі роботи художника зберігаються у Севастопольському, Сімферопольському, Харківському, Полтавському художніх музеях.